# Capelle-Beaudignies Road Cemetery
Le cimetière « Capelle-Beaudigny Road Cemetery » est un cimetière militaire  de la Première Guerre mondiale situé sur le territoire de la commune de Capelle, Nord. 

## Localisation
Ce cimetière est situé en pleine campagne, à 3 km à l'est du village, sur la route conduisant à Beaudignies, à mi-chemin entre cette dernière et Capelle.

## Historique
Occupé dès la fin août 1914 par les troupes allemandes, le secteur est resté loin du front pendant quatre années. Ce n'est qu'à partir du 11 septembre 1918 que Capelle fut le théâtre de violents combats avant d'être définitivement pris dans les jours suivants par les troupes britanniques. Ce cimetière a été créé fin septembre 1918 pour inhumer, à l'endroit même des combats, les soldats britanniques tombés lors de la prise du village.

## Caractéristique
Il y a maintenant  55 victimes de guerre de 1914-18 commémorées sur ce site. Parmi ceux-ci, un petit nombre n'est pas identifié. Onze tombes allemandes du 31 octobre 1918 ont été enlevées. Le cimetière couvre une superficie de 333 mètres carrés et est entouré d'un petit mur de briques.

## Sépultures
| Pays        | Sépultures |
| ----------- | ---------- |
| Royaume-Uni | 55         |

### Liens Externes
http://www.inmemories.com/Cemeteries/capellebeaudigniesroad.htm